# 운트리닐륨
운트리닐륨(Untrinilium)은 미발견된 원소의 임시 이름으로 원소 기호는 Utn, 원자 번호는 130번이다.

## 같이 보기
- 체계적 원소 이름